# Джексон-Хэмел, Энтони
Энтони Джексон-Хэмел (англ. Anthony Jackson-Hamel; род. 3 августа 1993, Квебек, Квебек, Канада) — канадский футболист, нападающий. Выступал за сборную Канады.

## Клубная карьера
Джексон-Хэмел — воспитанник академии клуба «Монреаль Импакт». В 2014 году клуб начал привлекать его к матчам молодёжного состава в PDL и дублирующего состава в лиге резервистов MLS. 1 августа 2014 года «Монреаль Импакт» подписал с Джексон-Хэмелом контракт по правилу доморощенного игрока. На следующий день в матче против «Торонто» он дебютировал в MLS, заменив во втором тайме Джека Макинерни. В том же году Энтони помог команде выиграть Первенство Канады. 12 августа 2015 года в первом матче финала Первенства Канады против «Ванкувер Уайткэпс» он забил свой первый гол за «Монреаль Импакт». В 2015 и 2016 годах Джексон-Хэмел выступал за фарм-клуб команды «Монреаль» в USL. 12 марта 2016 года в поединке против «Нью-Йорк Ред Буллз» он забил свой первый гол в MLS. По окончании сезона 2020 «Монреаль Импакт» не стал продлевать контракт с Джексон-Хэмелом.

## Международная карьера
В 2013 году Джексон-Хэмел выступал за молодёжную команду Канады на молодёжном чемпионате КОНКАКАФ в Мексике. На турнире он сыграл в матчах против команд Кубы и Никарагуа.
6 октября 2016 году в товарищеском матче против сборной Мавритании Энтони дебютировал за сборную Канады, заменив во втором тайме Маркуса Хабера. 22 января 2017 года в товарищеском матче со сборной Бермуд он забил свой первый гол за сборную Канады.

## Достижение
Командные
 «Монреаль Импакт»
- Победитель Первенства Канады: 2014, 2019